# 託恩多
託恩多（穆麟德轉寫：tondo，1704年—1780年），亦'托恩多'、屯多或團多，意思是“忠正”，'孫佳氏'，字'湛堂'，清朝官員、乾隆朝重臣。原隸鑲紅旗包衣佐領下，即年羹堯妻家輔國公綽克託門下包衣；乾隆二十四年（1759），合族抬入鑲紅旗滿洲并賞孔雀翎。 父三等護衛、包衣管領色恆額（色亨額、塞亨額），隶属年羹堯繼妻愛新覺羅氏家（英親王阿濟格後裔宗室绰克讬）門下，母徐氏。次子岳興阿娶蘇州織造烏林（司庫）麻色之女烏拉那拉氏（烏拉國主布颜之孫喀爾喀瑪的後裔），和總督薩載爲連襟。胞妹孫氏嫁巡察台灣御史六十七、女兒孫氏嫁六十七之子進士那穆齊禮，其瓜尔佳氏祖上有都統洪世祿、辛泰。孫輩有提督桂明、桂齡、道光定貴人。